# Терещенко, Фёдор Фёдорович
Фёдор Фёдорович Тере́щенко (1888 — 1950) — киевский миллионер, меценат и общественный деятель. Авиаконструктор, член Киевского общества воздухоплавания.

## Биография
Потомственный дворянин, сын крупного сахарозаводчика действительного статского советника Федора Артемьевича Терещенко. По окончании Киевской 1-й гимназии слушал лекции в Берлинском политехникуме, а с 1907 года — в Киевском политехническом институте, от которого в 1910 году был направлен в Москву с докладом о собственном проекте аэроплана.
После смерти отца получил в наследство одну третью часть денег и 15 имений. В 1909 году на территории своего поместья в пос. Червоное Андрушовского района Житомирской области он соорудил лётное поле и мастерские для сборки самолётов собственной конструкции. Позднее учился у авиаконструктора Луи Блерио. Впоследствии у Фёдора Терещенко работали такие известные конструкторы, как Игорь Сикорский и Дмитрий Григорович. В 1913 году Фёдор Федорович стал подрядчиком Военного министерства (см. Самолёты Терещенко).
С 1909 по 1916 гг. состоял в браке с графиней Беатрисой Кейзерлинг (1884—1961), сестрой капитана 2-го ранга Архибальда Гебгардовича Кейзерлинга, которая ушла от мужа к корнету Николаю Воронцову-Вельяминову. Единственная дочь Наталья Фёдоровна (1910—2007), в 1-м браке графиня Игнатьева, во 2-м браке княгиня Ширинская-Шихматова.
Умер 30 января 1950 года во Франции в Ванне.